# Pivovar Holba

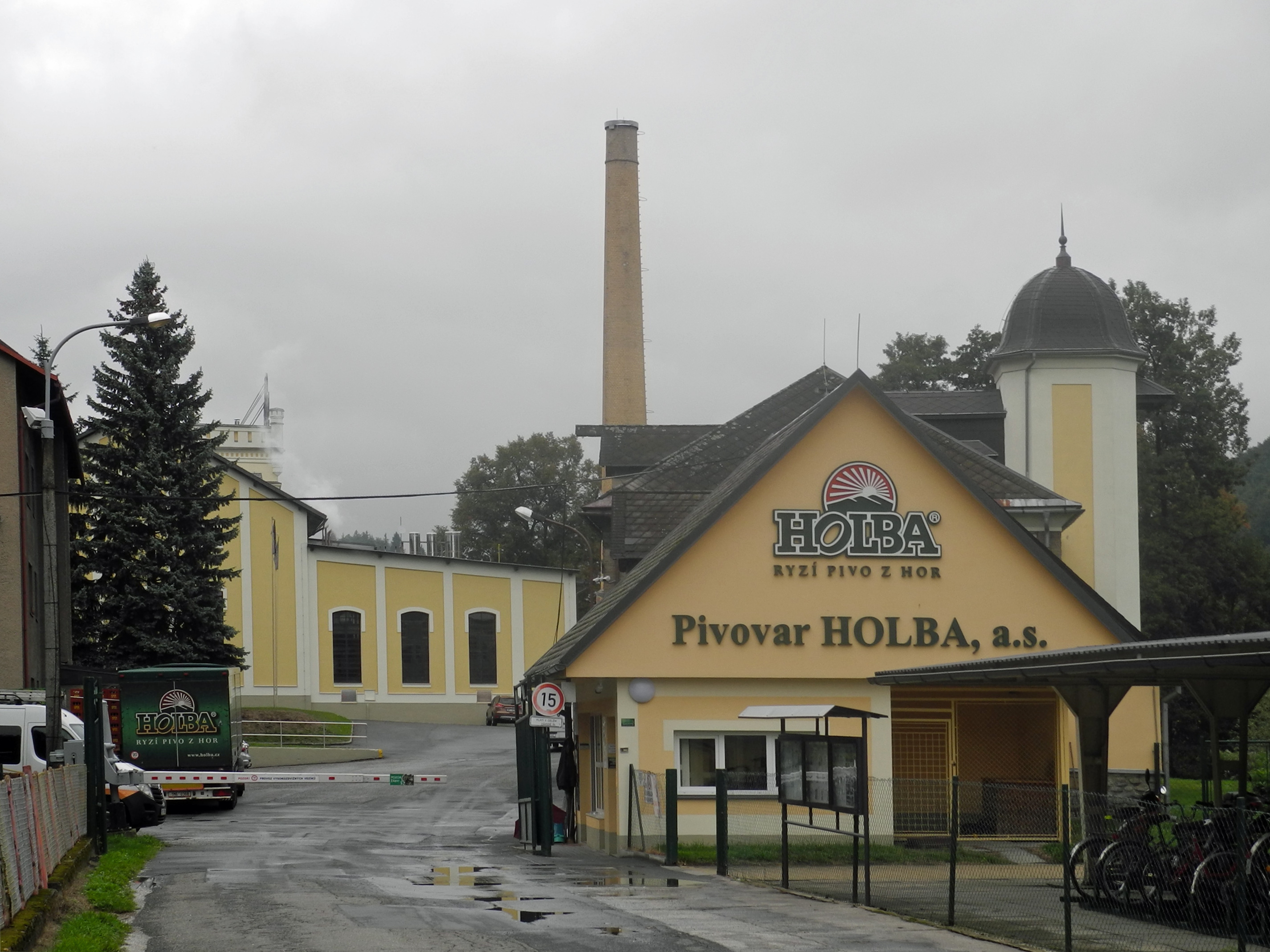
Eingang zur Brauerei Holba

Die Pivovar Holba, a.s. (deutsch Brauerei Holba) ist eine Brauerei in Tschechien. Sie gehört zusammen mit den Brauereien Zubr und Litovel zur PMS-Gruppe. Die Brauerei befindet sich im gleichnamigen Stadtteil Holba (Halbseit) der Stadt Hanušovice.

## Geschichte
Die Pläne zur Gründung einer Brauerei in Halbseit entstanden 1871 durch den Brauer Josef Philipp Adolf Müllschitzky aus Geppersdorf, den Direktor der Hannsdorfer Weberei, Karl Flandorffer und die Webereibesitzer Gebrüder Karl und Eduard Oberleithner aus Mährisch Schönberg. Im Frühjahr 1873 erfolgte die Grundsteinlegung für eine Brauerei mit einer Produktionskapazität von 40.000 Mährischen Eimern (22.636 Hektoliter). Das Projekt stammte vom Wiener Baumeister Karl Völkner, die Ausführung übernahm der Mährisch Schönberger Maurermeister Josef Baier. Die Brauerei- und Mälzereianlagen fertigten die Ringhoffer-Werke.

### Dampfbierbrauerei von Müllschitzky & Comp.
Am 25. August 1874 wurde die Dampfbierbrauerei von Müllschitzky & Comp. zu Hannsdorf-Halbseit als Offene Handelsgesellschaft gegründet. Gesellschafter waren der Fabrikant Anton Breuer aus Deutsch Liebau, Karl Flandorffer, der ehemalige Brauer Josef Frey aus Wien, der Olmützer Kaufmann Kupka, der Brauer Josef Müllschitzky, die Fabrikanten Eduard Oberleithner sen. und Karl Oberleithner sen., der k. k. Hauptmann Adalbert Ritter von Eisenstein aus Mährisch Schönberg und Pauline Zephyrsky aus Wien. Das Startkapital des Unternehmens betrug 200.000 Gulden. Am 28. Dezember 1874 braute Müllschitzky die erste Charge Bier.
In seinem ersten Jahr produzierte das Unternehmen 15.900 Hektoliter Bier. Nachdem ab der Mitte der 1870er Jahre ein Produktionsrückgang zu verzeichnen war, wurde 1879 Julius Thausing von der Wiener Brauereischule mit einer technologischen Inspektion der Brauerei beauftragt. Im selben Jahre starb der Brauereigründer Josef Müllschitzky. Danach übernahm die Industriellenfamilie Oberleithner die Mehrheitsanteile. Mit dem Eintritt des Mährisch Schönberger Gutsbesitzers und Fabrikanten Karl Freiherr von Chiari als weiterer Hauptgesellschafter war die Gesellschaft 1881 zu einem reinen Familienunternehmen geworden; sämtliche Eigner (Gebrüder Oberleithner, von Chiari, von Eisenstein und Zephyrsky) waren untereinander verwandt oder verschwägert, zugleich bestanden auch verwandtschaftliche Verhältnisse zu den Industriellenfamilien Ringhoffer und Klein.

### Brauerei Chiari & Cie.

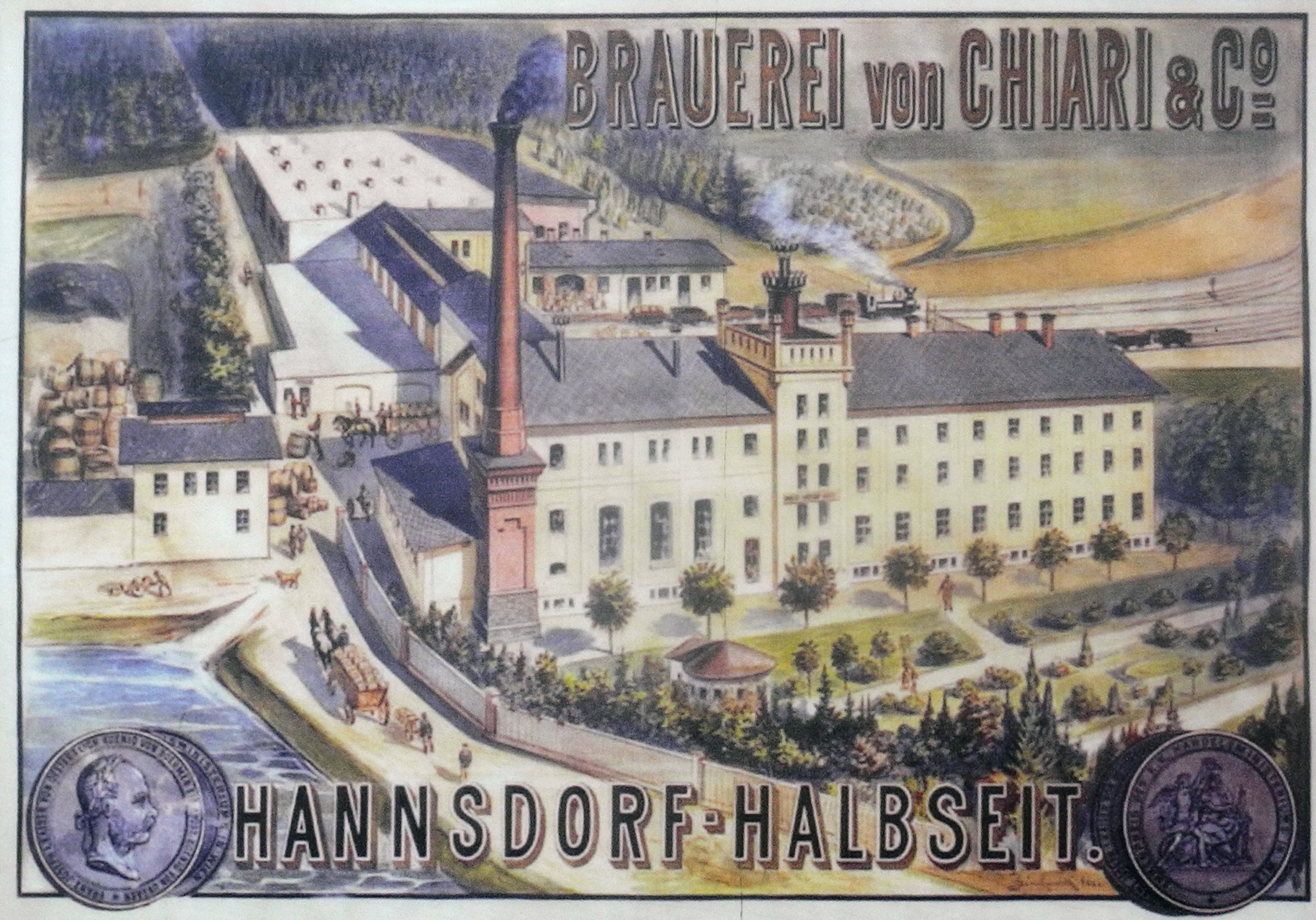
Alte Ansicht der Brauerei Halbseit

Seit dem 25. April 1882 firmierte das Unternehmen unter dem neuen Namen Brauerei Chiari & Cie. zu Hannsdorf-Halbseit. In dieser Zeit wurde die Mälzerei mit einer neuen vertikalen Luftdarre ausgerüstet. Ab Mitte der 1880er Jahre stieg der Bierausstoß stetig an; 1885 überstieg er erstmals 20.000 Hektoliter, ein Jahr später
1886 produzierte die Brauerei 23.006 Hektoliter Bier. Dies machte eine Erweiterung der Gär-, Lager- und Eiskeller erforderlich. Durch diese Entwicklung wurden aber auch die konkurrierenden Brauereien in Groß Ullersdorf und Mährisch Aussee zur Aufgabe gezwungen. In der Folgezeit erhielt die Brauerei auch ein Anschlussgleis zur Bahnstrecke Sternberg–Lichtenau. 1893 konnte das Unternehmen mit der Brauerei Wiesenberg einen weiteren Konkurrenten zur Aufgabe zwingen. Im Jahr darauf erfolgte der Kauf der bischöflichen Brauerei Johannesberg in Jauernig, wobei deren Mälzerei umgestaltet und in den Brauereikellern eine Abfüllstation für Hannsdorfer Bier eingerichtet wurde. Zum Ende des 19. Jahrhunderts überstieg die Jahresproduktion die Menge von 50.000 Hektolitern.

### Nordmährische Brauerei und Malzfabriks AG
1906 übernahm das Unternehmen die Majorität an den Brauereien Anton Wlach & Cie. aus Mährisch-Schönberg und Dr. Ulrich & Co. aus Johrnsdorf und fusionierte am 1. März zur Nordmährischen Brauerei und Malzfabriks Aktiengesellschaft in Mährisch Schönberg. Das auf 2 Mio. Kronen festgesetzte Gesamtkapital wurde auf 10.000 Aktien mit einem Nennwert von 200 Kronen aufgeteilt. Davon entfielen 4500 Aktien auf die Eigner der Brauerei von Chiari & Comp., deren Wert mit 900.000 Kronen taxiert wurde; 2500 Aktien erhielten die Besitzer der Johrnsdorfer Bierbrauerei Dr. Ulrich & Co (Taxwert: 500.000 Kronen), an die Eigner von Anton Wlach & Comp. in Mährisch Schönberg (Taxwert: 370.000 Kronen) wurden 1800 Anteilsscheine ausgegeben. Verwaltungssitz der AG war Mährisch Schönberg. Der Braubetrieb wurde zunehmend in Halbseit konzentriert; zwischen 1907 und 1910 erfolgte eine Rekonstruktion der Halbseiter Brauerei, dabei entstand neben einem neuen Maschinenhaus, verschiedenen Betriebs- und Verwaltungsgebäuden auch der von der Wiener Niederlassung der Firma H. R. Heinicke, Fabrikschornsteinbau und Dampfkesseleinmauerungen, errichtete Fabrikschornstein. Während des Geschäftsjahres 1907/08 überschritt der Bierabsatz aller drei Brauereien des Unternehmens mit 100.978 Hektolitern erstmals die Menge von 100.000 Hektolitern. Die Bierproduktion in Mährisch Schönberg wurde noch 1907 eingestellt, 1916 erfolgte dies auch in Johrnsdorf; an allen drei Standorten wurden aber weiterhin Mälzereien betrieben. Neben den traditionellem hellen und dunklen Einfachbier, hellen und dunklen Schankbier sowie Lagerbier wurden auch die Spezialbiere Pils, Kaiser, Märzen, dunkles 14° Spezial, Sudetenbräu, Porter und Johrnsdorfer Bock produziert. Im Geschäftsjahr 1910/11 hatte die Gesellschaft einen Bierabsatz von 110.580 Hektolitern.
Während des Ersten Weltkrieges sank das Geschäftsergebnis drastisch, dies führte zur Stilllegung der Johrnsdorfer Brauerei; 1917 wurden nur noch 22.157 Hektoliter abgesetzt. 1916 erfolgte die Übernahme der Brauerei in Grulich, zwei Jahre später der Brauerei in Jauernig. Nach dem Zusammenbruch der K.u.k.-Monarchie und der Gründung der Tschechoslowakei erhielt das Unternehmen 1918 mit Severomoravský pivovar a sladovna, akciová společnost v Šumperku auch einen tschechischen Namen.
In der Zwischenkriegszeit stieg die Produktion wieder stetig an. Nach 1920 errichtete das Bauunternehmen Ernst Zeckert aus Mährisch Altstadt Stahlbetontanks in den alten Eiskellern der Brauerei. Am Brauereiteich neben dem Eingang wurden 1923 neue große Eiskeller mit einem Zierturm, in dem sich ein Aufzug befand, angelegt. Im Zuge des im selben Jahre erfolgten Zusammenschlusses von Halbseit und Hannsdorf firmierte die Brauerei fortan als Brauerei Hannsdorf. Im Geschäftsjahr 1925/26 wurden mit 104.703 Hektolitern Bier erstmals seit dem Kriegsende wieder mehr als 100.000 Hektoliter gebraut. 1929/30 erreichte die Brauerei mit 148.416 Hektolitern, von denen 315 Hektoliter exportiert wurden, einen Ausstoßrekord.
Mit 108.775 Hektolitern Bier war die Brauerei Hannsdorf in den 1930er Jahren nach den Großbrauereien in Brünn und Prerau die drittgrößte mährische Brauerei, landesweit kam sie auf den 11. Rang. Produziert wurde fast ausschließlich Schankbier (97,5 %), daneben geringe Mengen Lagerbier (2 %) und Spezialbier (0,5 %); das Spezialsortiment umfasste vor allem typische Sudetenbiersorten wie Pfingstbock und Maibock (20 %), dem weihnachtlichen Stephanus Spezial (18 %) und Oster Spezial (18 %). 1930 übernahm die Nordmährische Brauerei und Malzfabriks AG die Brauereien in Freiwaldau und Friedeberg. Zwischen 1930 und 1931 entstanden in der Brauerei Hannsdorf ein neues Kesselhaus und neue Wasserversorgungsanlagen. Die Weltwirtschaftskrise ließ den Bierabsatz stark sinken. Ein in dieser Zeit eingeleitetes Verfahren wegen des Verkaufs stärkeren Bieres machte die Brauerei landesweit bekannt. Das Unternehmen wurde wegen der Gehaltsüberschreitung gegenüber der Etikettenangabe mit einer Geldstrafe belegt; die zahlreichen Pressemeldungen über das Strafverfahren wirkten jedoch als beste Werbung für das Unternehmen. 1937 wurde die Sternberger Bierbrauerei übernommen. In dieser Zeit errichteten die Standfasswerke Rostock & Baerlocher, Klosterneuburg bei Wien, eine Abteilung Lagertanks aus Eisenbeton, die bis 1961 genutzt wurde, sowie neue Gärkessel aus Eisenbeton. Mitte der 1930er Jahre hatte die Nordmährische Brauerei und Malzfabriks AG einschließlich der Buchhaltung in Mährisch Schönberg und den eigenen Bierlagern knapp 450 Beschäftigte, die Brauerei Hannsdorf hatte 180 Arbeiter und Angestellte. Neben der Brauerei und Mälzerei in Hannsdorf-Halbseit betrieb das Unternehmen eine Mälzerei in Johrnsdorf, ein Bierlager und eine Mälzerei in Mährisch Schönberg sowie eigene Bierlager in Freudenthal, Müglitz, Römerstadt und Friedeberg. Im Unternehmensbesitz befanden sich weitere, verpachtete Bierlager in Jauernig, Grulich, Sternberg und Hohenstadt. Gepachtet waren die Bierlager in Brünn, Olbersdorf, Stadt Liebau, Mährisch Trübau, Olmütz und Mährisch Neustadt. Weitere Niederlagen bestanden in Partschendorf, Hombok, Jägerndorf, Wiesenberg, Neu Titschein, Hotzenplotz, Rokitnitz, Wachtel und Zuckmantel sowie im polnischen Chrzanów. Des Weiteren besaß die Nordmährische Brauerei und Malzfabriks AG Eiskeller in Hof, Bautsch, Mährisch Rothwasser, Dittersdorf, Deutsch Hause, Bärn und Groß Waltersdorf, die auch die Hannsdorfer Gasthäuser mit Eis versorgten. Der Immobilienbesitz umfasste eigene Wirtshäuser, Wohnhäuser, Grundstücke und Wälder. Die Nordmährische Brauerei und Malzfabriks AG war die Brauerei mit den meisten Abfüllern und Niederlagen in der ganzen Tschechoslowakei. Sämtliche übernommenen Brauereien stellten nach ihrer Übernahme den Braubetrieb ein, gebraut wurde ausschließlich in der Brauerei Hannsdorf.
Nach der Angliederung an das Deutsche Reich erfolgte die Erhöhung der Produktion auf jährlich 170.064 Hektoliter. Am 28. Juni 1939 beschloss die Hauptversammlung der Nordmährischen Brauerei und Malzfabrik AG die Neufassung der Satzung gemäß dem deutschen Aktiengesetz. 1940 wurden neue Aktien emittiert. Zur Beseitigung des Personalmangels während des Zweiten Weltkrieges – 74 Beschäftigte wurden zum Kriegsdienst einberufen – wurden in der Brauerei tschechische Zwangsarbeiter, darunter der spätere Direktor Emil Opluštil, und englische Kriegsgefangene eingesetzt. Während des Krieges waren Vorschriften zur Reduzierung des maximalen Stammwürzgehalts sowie zum Brauen von Starkbieren und deren Verdünnung zu niederstufigen Bieren zu beachten. Am 1. Juli 1942 wurden die Niederlagen in Olbersdorf und Stadt Liebau der Brauerei in Troppau, die Niederlage in Jägerndorf der Brauerei in Jägerndorf und die Niederlage in Zuckmantel der Brauerei in Hennersdorf übergeben; die Bierlager in Freudenthal, Mährisch Trübau, Neu Titschein und Wachtel wurden einstweilig geschlossen. 1944 wurden die ungenutzten Niederlagen in Wiesenberg, Wachtel, Freudenthal, Mährisch Trübau und Neu Titschein aufgegeben. Zuletzt hatte die Nordmährische Brauerei und Malzfabriks AG ca. 300 Beschäftigte. Der letzte Eintrag im Aktionärsbuch wurde am 17. März 1945 vorgenommen.
Die Brauerei Hannsdorf überstand den Krieg im Gegensatz zu den meisten anderen tschechischen Brauereien völlig unbeschädigt und wurde auch nicht von den Befreiern ausgeplündert, so dass die Produktion unmittelbar nach Kriegsende unter der Leitung des Brauers Jaromír Franzl fortgeführt werden konnte. Das Unternehmen Nordmährische Brauerei- und Malzfabriks Aktien-Gesellschaft in Mährisch Schönberg wurde nach dem Ende des Krieges konfisziert und unter die Verwaltung der Bezirksverwaltungskommission Šumperk gestellt, die auf einigen Positionen Personal auswechselte. Im August 1945 wurde ein Versuch zur Vergenossenschaftung der Brauerei Hanušovice und Bildung eines Unternehmens Severozdroj, družstevní pivovar a sladovna, spol. s.r.o. v Hanušovicích, centrála Šumperk gestartet. 1946 produzierte die Brauerei 85.367 Hektoliter Bier; davon wurden 9715 hl in Holba selbst, 23.131 hl in Šumperk, 18.150 hl in Šternberk, 10.924 hl in Jeseník, 7953 hl in Králíky, 5848 hl in Uničov, 3039 hl in Javorník, 2438 hl in Žulová, 1985 hl in Zábřeh, 1390 hl in Mohelnice und 794 hl in Rokytnice gelagert. 21 % der Gesamtproduktion wurde in den Bierlagern als Flaschenbier abgefüllt.

### StaatsbetriebHanušovický pivovar
Durch das Ministerium für Ernährung wurde am 30. Oktober 1947 rückwirkend zum 1. Januar 1947 der staatliche Betrieb Hanušovický pivovar, národní podnik, v Hanušovicích gebildet, der zugleich bis zur Eingliederung weiterer Brauereien im Jahre 1948 der einzige Betrieb im de facto nicht existenten Severomoravský pivovar n.p. war. Da sich die Brauerei Hanušovice zu diesem Zeitpunkt noch gar nicht im Eigentum des Staates befand, sondern lediglich Konfiskationsbesitz darstellte, verfügte die Ernährungsministerin Ludmila Jankovcová am 30. Juni 1948 per Dekret die Verstaatlichung der Brauerei. In einem weiteren Dekret vom 28. Juli 1948 verfügte Ministerin Jankovcová den Verbund der verstaatlichten Brauerei mit den Brauereien Litovel und Svitavy zum volkseigenen Betrieb Severomoravské pivovary, národní podnik mit Sitz in Litovel. Die zahlreichen Niederlagen wurden in den Folgezeit sukzessive aufgegeben.
Die Severomoravské pivovary wurden bereits zum 1. Januar 1949 wieder aufgelöst und die Brauerei Hanušovice den Hanácké pivovary, národní podnik mit Sitz in Přerov zugeordnet. Mit der Brauerei Hanušovice waren damit die Brauereien in Holešov, Kroměříž, Litovel, Olomouc, Prostějov, Přerov, Těšetice und Vyškov zusammengeschlossen. Mit einem Bierausstoß von 102.027 hl überschritt die Brauerei 1951 erstmals seit dem Krieg wieder die 100.000 Hektoliter-Marke.
Mit Beginn des Jahres 1953 erfolgte eine erneute Umstrukturierung der mährischen Brauereien; dabei wurden die Brauereien Hanušovice und Litovel wieder unter dem alten Namen Severomoravské pivovary, národní podnik und Sitz in Litovel vereinigt. Diese Struktur hatte nur kurzen Bestand; die Severomoravské pivovary und die Olomoucké pivovary wurden zum 1. September 1955 wieder mit den Hanácké pivovary vereinigt. Der Anteil des Flaschenbieres stieg ab 1955 stetig an, während die Faßbiermenge zurückging. 1957 wurden in der Brauerei Hanušovice insgesamt 114.758 hl gebraut. Der Flaschenbieranteil lag bei 55.504 hl, wobei überwiegend 7° Bier (53,8 %) und 10° Bier (42,4 %) sowie geringe Mengen 12° und 14° Bier abgefüllt wurden. Das Absatzgebiet erstreckte sich über die nordmährischen Bezirke Jeseník, Bruntál, Rýmařov, Šumperk, Zábřeh und Králíky; zeitweilig wurde auch Bier mit der Eisenbahn in die Stahlwerke Třinec und ins ostslowakische Humenné geliefert.
Mit der Gründung der Severomoravské pivovary a sodovkárny, národní podnik mit Sitz in Přerov erfolgte zum 1. Juni 1960 eine weitere Reorganisation der mährischen Getränkeindustrie. Die Brauerei Hanušovice bildete das Werk 6 des Unternehmens, in dem außerdem die Brauereien in Přerov, Olomouc, Litovel, Opava, Ostrava, Vsetín, Hukvaldy, Vítkov, Jindřichov, Těšetice und Loučka sowie ab 1971 noch die Brauerei Radegast in Nošovice zusammengeschlossen waren. Zu Beginn der 1960er Jahre erfolgten in der Brauerei Modernisierungen, 1967 wurde die Mälzerei rekonstruiert. Der Transport des Bieres zu den Abfüllereien in Jeseník und Šumperk erfolgte nunmehr mit Tankwagen.
1970 hatte die Brauerei knapp 200 Beschäftigte; die Jahresproduktion lag bei 305.015 hl Bier. Anfang der 1970er Jahre war die Umstellung von hölzernen Transportfässern auf Aluminiumfässer abgeschlossen. Eine lange vorbereitete Investitionsmaßnahme – der Aufbau einer Flaschenabfüllanlage in Hanušovice – stand noch immer aus.
1973 wurde die Niederlage und Abfüllerei in Jeseník stillgelegt, damit besaß die Brauerei nur noch eine Abfüllerei in Šumperk. Die Mälzerei in Hanušovice stellte 1979 ihren Betrieb ein. Das Braumalz wurde danach zunächst von der Mälzerei Nošovice, später von der Mälzerei Zábřeh bezogen; die Brauhefe kam aus Ostrava.
Zum 1. Januar 1981 erfolgte die Bildung des Konzernbetriebs Severomoravské pivovary, koncernový podnik mit Sitz in Přerov, dem die Brauereien Hanušovice, Litovel, Ostrava, Nošovice, Olomouc, Opava, Přerov und Vsetín angehörten. Die Gärbottiche aus Eichenholz wurden 1982 gegen Edelstahlbehälter ausgetauscht und der desolate, noch aus dem Jahre 1923 stammende Maischefilter durch einen neuen Absetzbottich ersetzt. Nach der Fertigstellung im Jahre 1983 zeigte sich, dass die Biertrübe entgegen der Erwartungen sogar noch zugenommen hatte; die Ursache lag im weiteren Gebrauch der alten Malzmühle. Im November 1983 begann die Produktion des 11° Lagerbiers Šerák, das nach dem gleichnamigen Gipfel im Altvatergebirge benannt wurde. Das erste Šerák gelangte Anfang 1984 in den Handel. Da das Bier ursprünglich in der Brauerei Nošovice gebraut werden sollte, befand sich anfänglich auf den Kronkorken das Radegaster Logo. Das Šerák war das erste 11° Bier in der Tschechoslowakei und verkaufte sich sehr gut. Die hölzernen Lagerfässer in den Lagerkellern 1 – 3 wurden in der Mitte der 1980er Jahre durch beschichtete Lagertanks aus Stahl ersetzt, in den Lagerkellern 4 – 6 befinden sich seit den 1920er Jahren Eisenbetontanks. Das Šerák erhielt 1987 als Ergebnis einer Kundenumfrage ein neues Design und Logo, auf dem Etikett erschien fortan auch der Name der Brauerei Hanušovice als Produzent. Damit wurde Šerák noch zu Zeiten der ČSSR zur Brauereimarke entwickelt. Ende 1988 wurde der Konzernbetrieb Severomoravské pivovary durch Beschluss des Landwirtschaftsministers aufgelöst und die zugehörigen acht Brauereien mit Beginn des Jahres 1989 zum Staatsbetrieb Pivovary Přerov, státní podnik zusammengeschlossen.
Nach der Samtenen Revolution wurden zwischen 1990 und 1993 über 250.000.000 Kronen in die Modernisierung der technologischen Ausstattung der Brauerei investiert. In Innern der historischen Mälzerei wurden 12 Malzsilos für je 100 t Malz mit automatischem Transport und einer Schroterei eingebaut. Außerdem wurden neue Wasserquellen erschlossen und neue zylindrokonische Gärtanks errichtet, wodurch die Verwendung der teilweise geflickten Eisenbetontanks eingeschränkt werden konnte. Durch die Anton Steinecker Maschinenfabrik wurde eine horizontale Kieselgurfiltration errichtet.
Zum 25. März 1991 wurden die Brauereien Hanušovice, Litovel, Olomouc, Opava, Přerov und Vsetín als Aktiengesellschaft Moravskoslezské pivovary, a.s. mit Sitz in Přerov privatisiert. 1996 entstand eine Füllanlage für Edelstahlfässer. Die letzte Niederlage in Šumperk wurde 1999 aufgegeben und die Flaschenabfüllerei nach Litovel verlegt.

### Pivovar Holba, a.s.
Das Unternehmen Moravskoslezské pivovary, a.s. wurde am 25. Juli 2000 aus dem Handelsregister gelöscht und am selben Tage unter dem Namen PMS Přerov a.s. neu registriert. Zugleich wurden unter dem Dach der PMS Přerov mit der Pivovar Holba, a.s., der Pivovar Zubr, a.s. und der Pivovar Litovel, a.s. drei selbständige Gesellschaften mit eigener Rechtsfähigkeit gegründet.
Der neue Name Holba wurde vom langjährigen Direktor der Brauerei, Zdeněk Konečný, entwickelt, der durch einen Designer daraus ein neues Logo für die Brauerei gestalten ließ. Holba mit dem modifizierten O ersetzte schließlich auch Šerák als Markennamen der Brauerei. Zu Beginn der 2000er Jahre erfolgte die Modernisierung des Sudhauses, außerdem wurden die Brauereiteiche revitalisiert. Der Bierexport erfolgte bis nach Schweden, Israel und Griechenland. Mit 469.567 Hektolitern erreichte die Brauerei Holba im Jahre 2003 den höchsten Bierabsatz in ihrer Geschichte. 2014 feierte die Brauerei ihr 140-jähriges Bestehen; in Vorbereitung des Jubiläums wurde errechnet, dass von 1875 bis Ende 2013 insgesamt 23.414.945 hl Bier in Holba gebraut worden sind.

## Produktion
In der Brauerei Holba werden die Biermarken
- Horská 10 (helles 10° Schankbier)
- Šerák (helles 11° Lagerbier)
- Premium (helles 12° Lagerbier)
- Polotmavá 11 (halbdunkles 11° Lagerbier)
- Speciál 13% (helles 13° Lagerbier)
- Kvasničák (unfiltriertes helles Bier)

gebraut.
Weitere Produkte sind:
- Free (helles alkoholfreies Bier)
- Brusinka s mátou (Biermixgetränk Preiselbeere mit Minze)
- Horské byliny (Biermixgetränk Bergkräuter)
- Horské byliny nealko (alkoholfreies Biermixgetränk Bergkräuter)

Den größten Absatz findet das helle Šerák; im Jahre 2007 wurden davon über 180.000 hl verkauft, das entsprach knapp der Hälfte der Gesamtproduktion der Brauerei.
Das Braumalz wird von der Mälzerei Zábřeh, das Spezialmalz von der Mälzerei Litovel und der Hopfen aus den Gegenden von Tršice und Žatec bezogen. Das Brauwasser kommt aus eigenen Brunnen.

## Brauereimuseum Holba
Das Museum wurde am 30. September 2010 in der ehemaligen Schule am Vorplatz der Brauerei als erstes Brauereimuseum in Mähren eröffnet. Es zeigt historische Utensilien und Gerätschaften der Bierherstellung, Braugerechtsamsurkunden, Gesellenbriefe und informiert über die Zeit des Biertransports mit Pferdewagen. Außerdem werden die Rohstoffe der Bierherstellung vorgestellt.